# Black Hills
Black Hills (em português:  Colinas Negras) são uma região montanhosa isolada, localizada no interior das Grandes Planícies americanas, no estado de Dakota do Sul. Geologicamente, é considerado como parte das Montanhas Rochosas, embora localize-se distante das mesmas, o que constitui uma anomalia geológica. A região é considerada sagrada pelos nativos americanos das Grandes Planícies. É descrito por eles como uma "ilha de árvores em um mar de grama". Abriga um dos pontos turísticos mais conhecidos do país, o monte Rushmore. 
O seu ponto mais alto é o pico Black Elk (2027 m).